# Michalok
Michalok je obec na Slovensku v okrese Vranov nad Topľou v Prešovském kraji na úpatí Ondavské vrchoviny. Žije zde 276 obyvatel.
První písemná zmínka o obci je z roku 1363. V obci je evangelický kostel a římskokatolický kostel Neposkvrněného početí Panny Marie ze začátku 18. století.